# Faktor (Chemie)
Der Begriff Faktor hat in der Chemie mehrere Bedeutungen. In der Maßanalyse oder in der Gravimetrie gefundene Messwerte werden mit einem solchen Faktor multipliziert, um die ihnen zugrundeliegenden Stoffmengen zu berechnen. In der Maßanalyse wird der Faktor einer Titrationslösung experimentell mit Hilfe einer Urtitersubstanz bestimmt. In der Gravimetrie ergibt sich der Faktor aus der Stöchiometrie.

## Faktor von Maßlösungen
Bei der Volumetrie (Maßanalyse) benutzte Zahl der Dimension 1 (meist mit drei oder vier Dezimalstellen) mit der der Milliliter-Verbrauch einer Titrationslösung (Normallösung) einer nominalen Konzentration multipliziert werden muss, um den Milliliterverbrauch einer exakt normalen Titrationslösung zu ermitteln.
Derartige – meist geringfügige – Abweichungen von der nominalen Konzentration (z. B. 0,1 n Salzsäure) können durch
- Wäge- oder Abmessungsfehler bei der Herstellung der Titrationslösung,
- geringfügige Zersetzung bei längerer Lagerung der Titrationslösung oder
- bei mehrmaliger Verwendung der Lösung durch Verdunstung des Lösemittels

begründet sein. Daher sollte die Faktorbestimmung in regelmäßigen Abständen wiederholt werden. Die Frequenz hängt von mehreren Faktoren ab, wie Stabilität des Reagenzes, Genauigkeitsansprüchen, Lagerdauer etc.
Um die exakte Stoffmengenkonzentration zu bestimmen, wird mit einer Urtitersubstanz durch eine Titration die vorliegende Konzentration der Lösung bestimmt. Der Quotient aus gefundener ({\displaystyle {c_{\text{ist}}}}) und nominaler ({\displaystyle {c_{\text{soll}}}}) Konzentration ist der Faktor {\displaystyle {t}} (auch Titer) der Maßlösung.
{\displaystyle t={\frac {c_{\text{ist}}}{c_{\text{soll}}}}}

### Beispiel
Stellt man bei einer nominal 0,500-molaren Salzsäurelösung nach der Gehaltbestimmung eine reale Konzentration von 0,510 mol/l fest, hat sie einen Faktor von 1,020. Dieser Faktor muss bei späteren titrimetrischen Bestimmungen verrechnet werden.

## Gravimetrischer Faktor
Bei gravimetrischen Verfahren verwendete dimensionslose Zahl (meist mit drei oder vier Dezimalstellen), mit der die Auswaage eines exakt definierten Stoffes multipliziert werden muss, um direkt die Menge eines gesuchten
- Elements,
- Säurerestes oder einer
- Verbindung

in einer eingewogenen Analysenprobe berechnen zu können. Diese Faktoren sind der Quotient der Molmasse des gesuchten Elements bzw. der Verbindung und der der ausgewogenen Verbindung.

### Beispiel
Bei der Bestimmung von Barium wird dieses als Sulfat gefällt und ausgewogen. Dann entsprechen 1 mg Bariumsulfat (Molmasse 233,39 g/mol) 0,5884 mg Barium (Molmasse 137,327 g/mol). Der Faktor ist dann also 0,5884.
Diese Faktoren sind in Tabellenwerken wie dem Küster-Thiel Rechentafeln für die Chemische Analytik oder dem CRC Handbook of Chemistry and Physics tabeliert.